# Колизей (кинотеатр, Санкт-Петербург)
Кинотеатр «Колизе́й» на Невском 100 — один из старейших кинотеатров в Санкт-Петербурге.
Здание современного концертного зала «Колизей» построено в 1907 году на участке во дворе Доходного дома М.И. Лопатина на Невском 100 архитектором Л. Л. Фуфаевским. Архитектор задумал сооружение круглой формы в плане и тем самым уподобил дворовое здание античному Колизею. Круглый выставочный зал был перекрыт 16 деревянными фермами, которые образовывали шатер. Опорные концы стягивало деревянное кольцо.
Оригинальное круглое сооружение предназначалось для нового тогда аттракциона — круговой панорамы. Первоначально в нём размещалась художественная панорама «Страдание Христа» («Голгофа»). С возвышенной обзорной площадки в центре зала можно было наблюдать живописную панораму, на которой изображалось место крестной казни. Предполагалось создание эффекта присутствия. С 1910 года сюжет панорамы был заменен на "Цирк Нейрона" - казнь первых христиан на арене римского Колизея.
После снижения спроса в городе на такого рода забавы здание переоборудовали под скейтинг-ринг (помещение для катания на роликовых коньках). 
В 1913 году здесь был размещён кинематограф «Галант», но уже в 1914 году здание перестраивает под театр известная тогда в Санкт-Петербурге актриса музыкальной эстрады, оперетты и фарса Валентина Лин. Трупа "Нового театр В.Лин" успешна и гастролировала по всей стране в военное время и проработала в здании до Февральской революции. В октябре 1917 года за неделю до Октябрьской революции помещение было реквизировано для военных нужд. 
В 1920-х годах здесь находилось Петроградское общество любителей бега на коньках, переехавшее из Юсуповского сада.
Уже после гражданской войны к зданию было пристроено помещение, которое позже стало использоваться как малый зал кинотеатра. 
Название «Колизей» кинотеатр получил в 1930 году. Здание кинотеатра было реконструировано в 1950-х годах (арх. К. Л. Иогансен) и в 1976—1978 годах (арх. Д. А. Соломин, В. А. Лукьянов, инж. А. П. Аспидов).
В августе 2001 года кинотеатр был открыт после очередной реконструкции. Тогда же его прикрепили к сети кинотеатров «Каро-Фильм». Большой зал рассчитан на 690 мест, малый — на 100 (работал как кинокафе).
Весной 2010 года здание кинотеатра пострадало во время оттепели, когда коммунальщики случайно повредили крышу и в фойе и на верхних этажах начались протечки. В 2011 году владелец кинотеатра принял решение о его продаже (официальной причиной была названа высокая конкуренция со стороны соседних кинотеатров), и с 28 февраля кинотеатр был закрыт, а в октябре того же года здание было продано организации «Миссия Благая весть» за 10 млн долларов.
Кинотеатр «Колизей» на Кронверском 11 (архитектор Я. Г. Гевирц) был построен в 1908 г. Стиль модерн, материал дерево. В 1909 г. перестроен под цирк (проект гражданского инженера Н. Ф. Романченко). Позже получил название цирк «Модерн». В 1919 г. деревянное здание пострадало от пожара и было разобрано на дрова. В 1932 г. на этом месте построили студенческое общежитие (архитекторы Г. А. Симонов, П. В. Абросимов, А. Ф Хряков).